# Rudolf Erich Raspe
Rudolf Erich Raspe (martie 1736, Hanovra - noiembrie 1794) a fost un scriitor și bibliotecar german. S-a născut la Hanovra, dar a murit în Irlanda, în Comitatul Kerry.
Este cunoscut în special pentru colecția sa de povestiri Aventurile baronului Münchausen, concepută inițial drept o lucrare satirică cu ținte politice.
Lucrarea a fost publicată în limba engleză sub titlul Baron Munchausen's Narrative of his Marvellous Travels and Campaigns in Russia.
La sfârșitul anului 1786, Gottfried August Bürger a publicat o traducere liberă și adăugită a cărții, cu titlul Wunderbare Reisen zu Wasser und zu Lande, Feldzüge und lustige Abentheuer des Freyherrn von Münchhausen.
Inspirat din această carte, în 1988 a fost turnat filmul Aventurile Baronului Munchausen.
1. ↑   https://bigenc.ru/literature/text/3494082 Lipsește sau este vid: |title= (ajutor)
2. ↑  Library of Congress Authorities
3. ↑  EB-1911 / Raspe, Rudolf Erich[*] Verificați valoarea |titlelink= (ajutor)
4. ↑  Raspe, Rudolf Eric (DNB00)[*] Verificați valoarea |titlelink= (ajutor)
5. ↑  „Rudolf Erich Raspe”, Gemeinsame Normdatei, accesat în 11 decembrie 2014
6. ↑  BD Gest', accesat în 28 mai 2019
7. ↑  Autoritatea BnF, accesat în 10 octombrie 2015
8. 1 2  CONOR.SI[*] Verificați valoarea |titlelink= (ajutor)